# Montsalvy (tổng)
TổngMontsalvy là một tổng thuộc tỉnh Cantal trong vùng Auvergne-Rhône-Alpes.

## Địa lý
Tổng này được tổ chức xung quanh Montsalvy ở quận Aurillac. Độ cao khu vực này dao động từ 180 m (Saint Projet de Cassaniouze) đến 834 m (Trois Arbres de Lacapelle-del-Fraisse) với độ cao trung bình 601 m.

## Hành chính
| Giai đoạn | Ủy viên         | Đảng | Tư cách                                                                             |
| --------- | --------------- | ---- | ----------------------------------------------------------------------------------- |
| 21        | Vincent Descœur | UMP  | Chủ tịch tổng hội đồng Chủ tịch Cộng đồng các xã Montsalvy Phó thị trưởng Montsalvy |

## Các đơn vị trực thuộc
Tổng Montsalvy gồm 13 xã với dân số 4 617 người (điều tra dân số năm 1999, dân số không tính trùng)
| Xã                    | Dân số | Mã bưu chính | Mã insee |
| --------------------- | ------ | ------------ | -------- |
| Calvinet              | 432    | 15340        | 15027    |
| Cassaniouze           | 547    | 15340        | 15029    |
| Junhac                | 332    | 15120        | 15082    |
| Labesserette          | 260    | 15120        | 15084    |
| Lacapelle-del-Fraisse | 251    | 15120        | 15087    |
| Ladinhac              | 465    | 15120        | 15089    |
| Lafeuillade-en-Vézie  | 514    | 15130        | 15090    |
| Lapeyrugue            | 128    | 15120        | 15093    |
| Leucamp               | 237    | 15120        | 15103    |
| Montsalvy             | 896    | 15120        | 15134    |
| Sansac-Veinazès       | 211    | 15120        | 15222    |
| Sénezergues           | 230    | 15340        | 15226    |
| Vieillevie            | 114    | 15120        | 15260    |

## Biến động dân số
| 1962                                                     | 1968  | 1975  | 1982  | 1990  | 1999  |
| -------------------------------------------------------- | ----- | ----- | ----- | ----- | ----- |
| 5 164                                                    | 5 746 | 5 646 | 5 161 | 4 857 | 4 617 |
| Nombre retenu à partir de 1962 : dân số không tính trùng |       |       |       |       |       |